# Giro di Svizzera 2014
Il Giro di Svizzera 2014, settantottesima edizione della corsa, valido come diciassettesima prova dell'UCI World Tour 2014, si svolse dal 14 al 22 giugno 2014 su un percorso di 1 321,9 km suddivisi in un prologo e 8 tappe, con partenza da Bellinzona e arrivo a Saas-Fee. La vittoria andò per il terzo anno consecutivo al portoghese Rui Alberto Faria da Costa, che concluse la corsa in 33h 08' 35" alla media di 39,88 km/h, seguito dallo svizzero Mathias Frank e dall'olandese Bauke Mollema, piazzatosi terzo.

## Tappe
| Tappa  | Data      | Percorso                        | km      | Vincitore di tappa | Leader cl. generale |
| ------ | --------- | ------------------------------- | ------- | ------------------ | ------------------- |
| 1ª     | 14 giugno | Bellinzona (cron. individuale)  | 9,4     | Tony Martin        | Tony Martin         |
| 2ª     | 15 giugno | Bellinzona > Sarnen             | 181,9   | Cameron Meyer      | Tony Martin         |
| 3ª     | 16 giugno | Sarnen > Heiden                 | 202,9   | Peter Sagan        | Tony Martin         |
| 4ª     | 17 giugno | Heiden > Ossingen               | 160,4   | Mark Cavendish     | Tony Martin         |
| 5ª     | 18 giugno | Ossingen > Büren an der Aare    | 183,6   | Sacha Modolo       | Tony Martin         |
| 6ª     | 19 giugno | Büren an der Aare > Delémont    | 183,5   | Matteo Trentin     | Tony Martin         |
| 7ª     | 20 giugno | Worb > Worb (cron. individuale) | 24,7    | Tony Martin        | Tony Martin         |
| 8ª     | 21 giugno | Delémont > Verbier              | 219,1   | Esteban Chaves     | Tony Martin         |
| 9ª     | 22 giugno | Martigny > Saas-Fee             | 156,5   | Rui Costa          | Rui Costa           |
| Totale | Totale    | Totale                          | 1 321,9 |                    |                     |

## Squadre partecipanti
| N.      | Cod. | Squadra                 |
| ------- | ---- | ----------------------- |
| 1-8     | LAM  | Lampre-Merida           |
| 11-18   | OPQ  | Omega Pharma-Quickstep  |
| 21-28   | MOV  | Movistar Team           |
| 31-38   | KAT  | Katusha Team            |
| 41-48   | SKY  | Team Sky                |
| 51-58   | ALM  | AG2R La Mondiale        |
| 61-68   | BMC  | BMC Racing Team         |
| 71-78   | TCS  | Tinkoff-Saxo            |
| 81-88   | TFR  | Trek Factory Racing     |
| 91-98   | OGE  | Orica-GreenEDGE         |
| 101-108 | BEL  | Belkin Pro Cycling Team |

| N.      | Cod. | Squadra              |
| ------- | ---- | -------------------- |
| 111-118 | GRS  | Garmin-Sharp         |
| 121-128 | GIA  | Team Giant-Shimano   |
| 131-138 | CAN  | Cannondale           |
| 141-148 | AST  | Astana Pro Team      |
| 151-158 | FDJ  | FDJ.fr               |
| 161-168 | LTB  | Lotto-Belisol        |
| 171-178 | EUC  | Team Europcar        |
| 181-188 | IAM  | IAM Cycling          |
| 191-198 | CCC  | CCC Polsat-Polkowice |
| 201-208 | MTN  | MTN-Qhubeka          |
| 211-218 | WGG  | Wanty-Groupe Gobert  |

## Dettagli delle tappe

### 1ª tappa
- 14 giugno: Bellinzona – Cronometro individuale – 9,4 km

Risultati
| Pos. | Corridore    | Squadra       | Tempo  |
| ---- | ------------ | ------------- | ------ |
| 1    | Tony Martin  | Omega Pharma  | 13'48" |
| 2    | Tom Dumoulin | Giant-Shimano | a 6"   |
| 3    | Rohan Dennis | Garmin-Sharp  | a 13"  |

| Pos. | Corridore    | Squadra       | Tempo  |
| ---- | ------------ | ------------- | ------ |
| 1    | Tony Martin  | Omega Pharma  | 13'48" |
| 2    | Tom Dumoulin | Giant-Shimano | a 6"   |
| 3    | Rohan Dennis | Garmin-Sharp  | a 13"  |

### 2ª tappa
- 15 giugno: Bellinzona > Sarnen – 181,9 km

Risultati
| Pos. | Corridore         | Squadra       | Tempo    |
| ---- | ----------------- | ------------- | -------- |
| 1    | Cameron Meyer     | Orica-GreenE. | 5h08'18" |
| 2    | Philip Deignan    | Team Sky      | s.t.     |
| 3    | Lawrence Warbasse | BMC Racing    | s.t.     |

| Pos. | Corridore    | Squadra       | Tempo    |
| ---- | ------------ | ------------- | -------- |
| 1    | Tony Martin  | Omega Pharma  | 5h22'20" |
| 2    | Tom Dumoulin | Giant-Shimano | a 6"     |
| 3    | Rohan Dennis | Garmin-Sharp  | a 13"    |

### 3ª tappa
- 16 giugno: Sarnen > Heiden – 202,9 km

Risultati
| Pos. | Corridore        | Squadra       | Tempo    |
| ---- | ---------------- | ------------- | -------- |
| 1    | Peter Sagan      | Cannondale    | 5h22'09" |
| 2    | Michael Albasini | Orica-GreenE. | s.t.     |
| 3    | Sergio Henao     | Team Sky      | s.t.     |

| Pos. | Corridore    | Squadra       | Tempo     |
| ---- | ------------ | ------------- | --------- |
| 1    | Tony Martin  | Omega Pharma  | 10h44'34" |
| 2    | Tom Dumoulin | Giant-Shimano | a 6"      |
| 3    | Peter Sagan  | Cannondale    | a 14"     |

### 4ª tappa
- 17 giugno: Heiden > Ossingen – 160,4 km

Risultati
| Pos. | Corridore        | Squadra       | Tempo    |
| ---- | ---------------- | ------------- | -------- |
| 1    | Mark Cavendish   | Omega Pharma  | 3h35'03" |
| 2    | Juan José Lobato | Movistar Team | s.t.     |
| 3    | Peter Sagan      | Cannondale    | s.t.     |

| Pos. | Corridore    | Squadra       | Tempo     |
| ---- | ------------ | ------------- | --------- |
| 1    | Tony Martin  | Omega Pharma  | 14h19'41" |
| 2    | Tom Dumoulin | Giant-Shimano | a 6"      |
| 3    | Peter Sagan  | Cannondale    | a 10"     |

### 5ª tappa
- 18 giugno: Ossingen > Büren an der Aare – 183,6 km

Risultati
| Pos. | Corridore      | Squadra       | Tempo    |
| ---- | -------------- | ------------- | -------- |
| 1    | Sacha Modolo   | Lampre-Merida | 4h08'06" |
| 2    | Peter Sagan    | Cannondale    | s.t.     |
| 3    | John Degenkolb | Giant-Shimano | s.t.     |

| Pos. | Corridore    | Squadra       | Tempo     |
| ---- | ------------ | ------------- | --------- |
| 1    | Tony Martin  | Omega Pharma  | 18h27'47" |
| 2    | Tom Dumoulin | Giant-Shimano | a 6"      |
| 3    | Peter Sagan  | Cannondale    | a 10"     |

### 6ª tappa
- 19 giugno: Büren an der Aare > Delémont – 183,5 km

Risultati
| Pos. | Corridore         | Squadra      | Tempo    |
| ---- | ----------------- | ------------ | -------- |
| 1    | Matteo Trentin    | Omega Pharma | 4h43'19" |
| 2    | Daniele Bennati   | Tinkoff-Saxo | s.t.     |
| 3    | Francesco Gavazzi | Astana       | s.t.     |

| Pos. | Corridore    | Squadra       | Tempo     |
| ---- | ------------ | ------------- | --------- |
| 1    | Tony Martin  | Omega Pharma  | 23h11'06" |
| 2    | Tom Dumoulin | Giant-Shimano | a 6"      |
| 3    | Peter Sagan  | Cannondale    | a 10"     |

### 7ª tappa
- 20 giugno: Worb > Worb – Cronometro individuale – 24,7 km

Risultati
| Pos. | Corridore    | Squadra       | Tempo  |
| ---- | ------------ | ------------- | ------ |
| 1    | Tony Martin  | Omega Pharma  | 31'37" |
| 2    | Tom Dumoulin | Giant-Shimano | a 22"  |
| 3    | Rui Costa    | Lampre-Merida | a 28"  |

| Pos. | Corridore    | Squadra       | Tempo     |
| ---- | ------------ | ------------- | --------- |
| 1    | Tony Martin  | Omega Pharma  | 23h42'43" |
| 2    | Tom Dumoulin | Giant-Shimano | a 28"     |
| 3    | Rui Costa    | Lampre-Merida | a 1'05"   |

### 8ª tappa
- 21 giugno: Delémont > Verbier – 219,1 km

Risultati
| Pos. | Corridore       | Squadra       | Tempo    |
| ---- | --------------- | ------------- | -------- |
| 1    | Esteban Chaves  | Orica-GreenE. | 5h11'16" |
| 2    | Roman Kreuziger | Tinkoff-Saxo  | a 3"     |
| 3    | Bauke Mollema   | Belkin        | s.t.     |

| Pos. | Corridore    | Squadra       | Tempo     |
| ---- | ------------ | ------------- | --------- |
| 1    | Tony Martin  | Omega Pharma  | 28h54'16" |
| 2    | Tom Dumoulin | Giant-Shimano | a 51"     |
| 3    | Rui Costa    | Lampre-Merida | a 1'05"   |

### 9ª tappa
- 22 giugno: Martigny > Saas-Fee – 156,5 km

Risultati
| Pos. | Corridore     | Squadra       | Tempo    |
| ---- | ------------- | ------------- | -------- |
| 1    | Rui Costa     | Lampre-Merida | 4h13'14" |
| 2    | Bauke Mollema | Belkin        | a 14"    |
| 3    | Mathias Frank | IAM Cycling   | a 24"    |

| Pos. | Corridore     | Squadra       | Tempo     |
| ---- | ------------- | ------------- | --------- |
| 1    | Rui Costa     | Lampre-Merida | 33h08'35" |
| 2    | Mathias Frank | IAM Cycling   | a 33"     |
| 3    | Bauke Mollema | Belkin        | a 50"     |

## Evoluzione delle classifiche
| Tappa              | Vincitore          | Classifica generale Maglia gialla | Classifica a punti Maglia bianca | Classifica della montagna Maglia rossa | Classifica a squadre    |
| ------------------ | ------------------ | --------------------------------- | -------------------------------- | -------------------------------------- | ----------------------- |
| 1ª                 | Tony Martin        | Tony Martin                       | Tony Martin                      | non assegnata                          | Garmin-Sharp            |
| 2ª                 | Cameron Meyer      | Tony Martin                       | Peter Sagan                      | Björn Thurau                           | Garmin-Sharp            |
| 3ª                 | Peter Sagan        | Tony Martin                       | Peter Sagan                      | Björn Thurau                           | Giant-Shimano           |
| 4ª                 | Mark Cavendish     | Tony Martin                       | Peter Sagan                      | Björn Thurau                           | Giant-Shimano           |
| 5ª                 | Sacha Modolo       | Tony Martin                       | Peter Sagan                      | Björn Thurau                           | Giant-Shimano           |
| 6ª                 | Matteo Trentin     | Tony Martin                       | Peter Sagan                      | Björn Thurau                           | Giant-Shimano           |
| 7ª                 | Tony Martin        | Tony Martin                       | Peter Sagan                      | Björn Thurau                           | Giant-Shimano           |
| 8ª                 | Esteban Chaves     | Tony Martin                       | Peter Sagan                      | Björn Thurau                           | Lampre-Merida           |
| 9ª                 | Rui Costa          | Rui Costa                         | Peter Sagan                      | Björn Thurau                           | Belkin Pro Cycling Team |
| Classifiche finali | Classifiche finali | Rui Costa                         | Peter Sagan                      | Björn Thurau                           | Belkin Pro Cycling Team |

## Classifiche finali

### Classifica generale
| Pos. | Corridore       | Squadra       | Tempo     |
| ---- | --------------- | ------------- | --------- |
| 1    | Rui Costa       | Lampre        | 33h08'35" |
| 2    | Mathias Frank   | IAM Cycling   | a 33"     |
| 3    | Bauke Mollema   | Belkin        | a 50"     |
| 4    | Tony Martin     | Omega Pharma  | a 1'13"   |
| 5    | Tom Dumoulin    | Giant-Shimano | a 2'04"   |
| 6    | Steve Morabito  | BMC Racing    | a 2'47"   |
| 7    | Davide Formolo  | Cannondale    | a 3'00"   |
| 8    | Roman Kreuziger | Tinkoff-Saxo  | a 3'03"   |
| 9    | Janier Acevedo  | Garmin-Sharp  | a 3'20"   |
| 10   | Eros Capecchi   | Movistar Team | a 3'46"   |

### Classifica a punti
| Pos. | Corridore          | Squadra       | Punti |
| ---- | ------------------ | ------------- | ----- |
| 1    | Peter Sagan        | Cannondale    | 88    |
| 2    | Bauke Mollema      | Belkin        | 46    |
| 3    | Rui Costa          | Lampre-Merida | 42    |
| 4    | Tony Martin        | Omega Pharma  | 38    |
| 5    | José Joaquín Rojas | Movistar Team | 37    |

### Classifica della montagna
| Pos. | Corridore         | Squadra     | Punti |
| ---- | ----------------- | ----------- | ----- |
| 1    | Björn Thurau      | Europcar    | 74    |
| 2    | Reto Hollenstein  | IAM Cycling | 37    |
| 3    | Bauke Mollema     | Belkin      | 32    |
| 4    | Lawrence Warbasse | BMC Racing  | 28    |
| 5    | Philip Deignan    | Team Sky    | 24    |

### Classifica a squadre
| Pos. | Squadra                 | Tempo     |
| ---- | ----------------------- | --------- |
| 1    | Belkin Pro Cycling Team | 99h38'25" |
| 2    | Lampre-Merida           | a 5'14"   |
| 3    | BMC Racing              | a 7'49"   |
| 4    | FDJ.fr                  | a 7'57"   |
| 5    | IAM Cycling             | a 12'20"  |